# Злокућане (Липљан)
Злокућане (алб. Zllokuqan) је насеље у општини Липљан, Косово и Метохија, Република Србија.

## Становништво
| Демографија | Демографија | Демографија |
| Година      | Становника  | Становника  |
| ----------- | ----------- | ----------- |
| 1948.       | 79          |             |
| 1953.       | 60          |             |
| 1961.       | 81          |             |
| 1971.       | 87          |             |
| 1981.       | 129         |             |
| 1991.       | 173         |             |